# Стенфордська вища школа бізнесу
Стенфордська вища школа бізнесу (англ. Stanford Graduate School of Business, англ. Stanford Business School, англ. Stanford GSB) — професійна школа Стенфордського університету, у місті Стенфорд, штат Каліфорнія, США. Школа пропонує дворічну програму магістра ділового адміністрування (MBA), для людей з досвідом роботи — MSx, аспірантура, успішне завершення такої програми і захист дисертації веде до отримання ступеня доктора наук Ph.D.. Також спільні програми зі школами природних наук, освіти, інженерству, права і медицини (після закінчення подібних програм людина отримує 2 ступеня, наприклад: MBA і JD).

## Історія

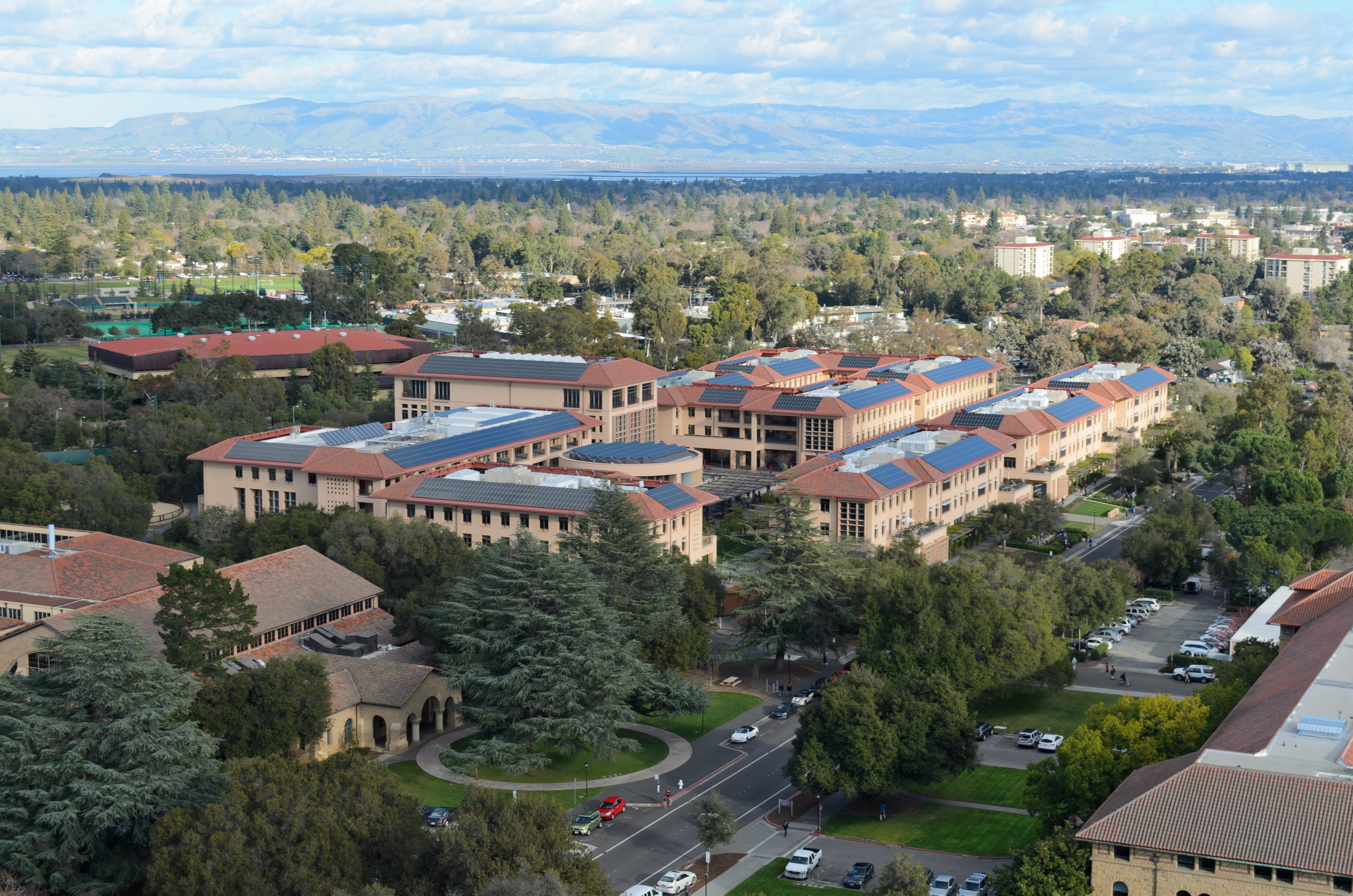

Школа заснована у 1925 році як альтернатива навчальним закладом Східного узбережжя США. Вона є однією з семи професійних шкіл Стенфордського університету. Після Другої світової війни школа відчула потужний приплив студентів.

## Відомі випускники
Серед випускників школи генеральний директор «General Motors» Мері Барра, мільярдер Сід Басс, президент «Time Warner» Джеффрі Бьюкс, генеральний директор «Anheuser-Busch InBev» Карлос Бріто, засновник «Trader Joe's» Джозеф Коломбі, президент та генеральний директор «eBay» Джон Донаг'ю, співзасновник «Capital One» Річард Фербенк, голова Ради директорів «Gap» Роберт Фішер, співзасновник «Sun Microsystems» Вінод Госла, засновник «Nike» Філ Найт, голова Ради директорів «Cisco Systems» Джон Моргрідж, операційний директор «Twitter» Алі Рогані, засновник «Victoria's Secret» Рой Реймонд. У Стенфордській вищій школі бізнесу навчався, але не закінчив, президент США Джон Кеннеді.

## Програма MBA
Програма MBA Стенфордської школи бізнесу була названа найкращою в країні «US News & World Report» у 2015 та «Forbes» в 2013 році.